# 日本神の教会連盟
日本神の教会連盟 （にほんかみのきょうかいれんめい）は日本のプロテスタント福音派の団体。日本福音同盟に加盟している。

## 沿革
- 1881年 アメリカのインディアナ州において、ダニエル・シドニー・ウォーナー（英語版）（D.S.ウォーナー）らによって「神の教会改革運動（英語版）」が始められた。
- 1908年 アメリカより帰国した矢島宇吉により、現品川区大井町元芝にて日本における「神の教会」の宣教が始められた。
- 1909年 アメリカ神の教会より、W.G.アレキサンダー、J.D.ハッチらの宣教師が来日。
- 1917年 本郷神の教会開設。（初代牧師：矢島宇吉）
- 1924年 宮仲神の教会（後の豊島神の教会、現・日本基督教団戸山教会）開設。（初代牧師：アダム・W.ミラー）谷口茂寿が「神の教会」運動に加わる。
- 1925年 4月、練馬神の教会開設。（初代牧師：矢島宇吉）
- 1939年 日本独立基督協会同盟会が設立され、日本神の教会も加入する。
- 1941年 日本基督教団の成立時に、日本独立基督協会同盟会に幾つかの教会が加わって、第十部として加入する。谷口茂寿は第十部の代表委員、常議員となる。
- 1945年 3月、本郷神の教会、戦災にて焼失。10月、戦後初の日本基督教団常議員会において、谷口茂寿は日本基督教団統理の富田満に対し日本基督教団の戦争責任を追及する。翌1946年4月の総会において谷口茂寿は日本基督教団を脱退。（練馬神の教会は、1946年6月に谷口茂寿]が牧師に就任するにあたり日本基督教団を脱退。戦災にて会堂を焼失した豊島神の教会は、日本基督教団に留まったまま1950年に新宿区の戸山ハイツ内に新会堂を建設し、日本基督教団戸山教会となる。）
- 1949年 戦後初のアメリカ神の教会からの宣教師として、アーサー&ノーマ・アイキャンプ夫妻が来日。
- 1950年 日本神の教会連盟が発足し、谷口茂寿が初代連盟委員長に就任。日吉学園の運営を引き受け、玉川聖学院に改組。
- 2008年 8月、日本神の教会100周年記念式典開催。

## 現況
北海道1、関東7、近畿3、九州3、沖縄2、計16の教会、及び日本基督教団に所属しつつ交流を保っている2つの教会がある。

## 特色
- 信仰のモットーは「初代教会の教えと信仰に帰れ」である。
- 「キリスト者の聖めと一致」を最大の教理的特徴とする。

## 歴史

### 教義及び信条
聖書は神のことばにして、信仰上道徳上の教訓を興うる点において全く誤謬なきを信ず。されば当然、三位一体、キリストの神性、その犠牲によれる贖罪、人間の内に於ける聖霊の活動等を信ず。

### 教会の起源
キリストは「我が教会を建てん」とのことばに従い、その後ほどなく之を立て給いしことは、聖書の明らかに示す所にして、その名は「神の教会」と称せらる。此は固より永久に存し決して消滅すべきものに非ず、また消滅したること非ざれども、後年人為的教会無数に組織せられ、為めに之に掩われてほとんどその存在を認められざるに至りしが、紀元1880年頃米国にデー・エス・ワーナーなるひとあり、クリスチャンはキリストの体たる教会に属する者にして、その他の教会に属すべきに非ざることを示され他の数人の教役者と共に従来所属の教会より離れ、一切聖書の教ゆる所に復帰すべしとの運動を起こしたり。この運動は迅速に世界の前面に波及し、いまやカナダ、英国、スカンジナビヤ、ドイツ、満州、シリア、インド、支那、南米等に之を見、明治41年ごろより我が日本にもその開始を見たり。

### 教会の特徴
一般の教会に比してその特徴と見るべきは、全身を水に浸すバプテスマ、新生したる者のさらに聖霊を受けて潔めらるる事、身体の神癒、霊魂の不滅、死者の復活と審判、永久の賞罰、千年期説否定、飲酒喫煙の禁止等なるべし。

### 教会の政治
新約聖書によれば教会の総督はキリストにして、その役員は長老と執事との二階級あるのみ。使徒（第一意義に於ける）は13使徒のみにて止む。監督、牧師、教師、伝道者等は長老の職務の名称に外ならず。